# Agatha Christie: Das letzte Weekend
Agatha Christie: Das letzte Weekend ist ein sowjetischer Kriminalfilm aus dem Jahr 1987 und eine Adaption des englischen Kriminalroman-Klassikers Und dann gabs keines mehr von Agatha Christie.

## Handlung

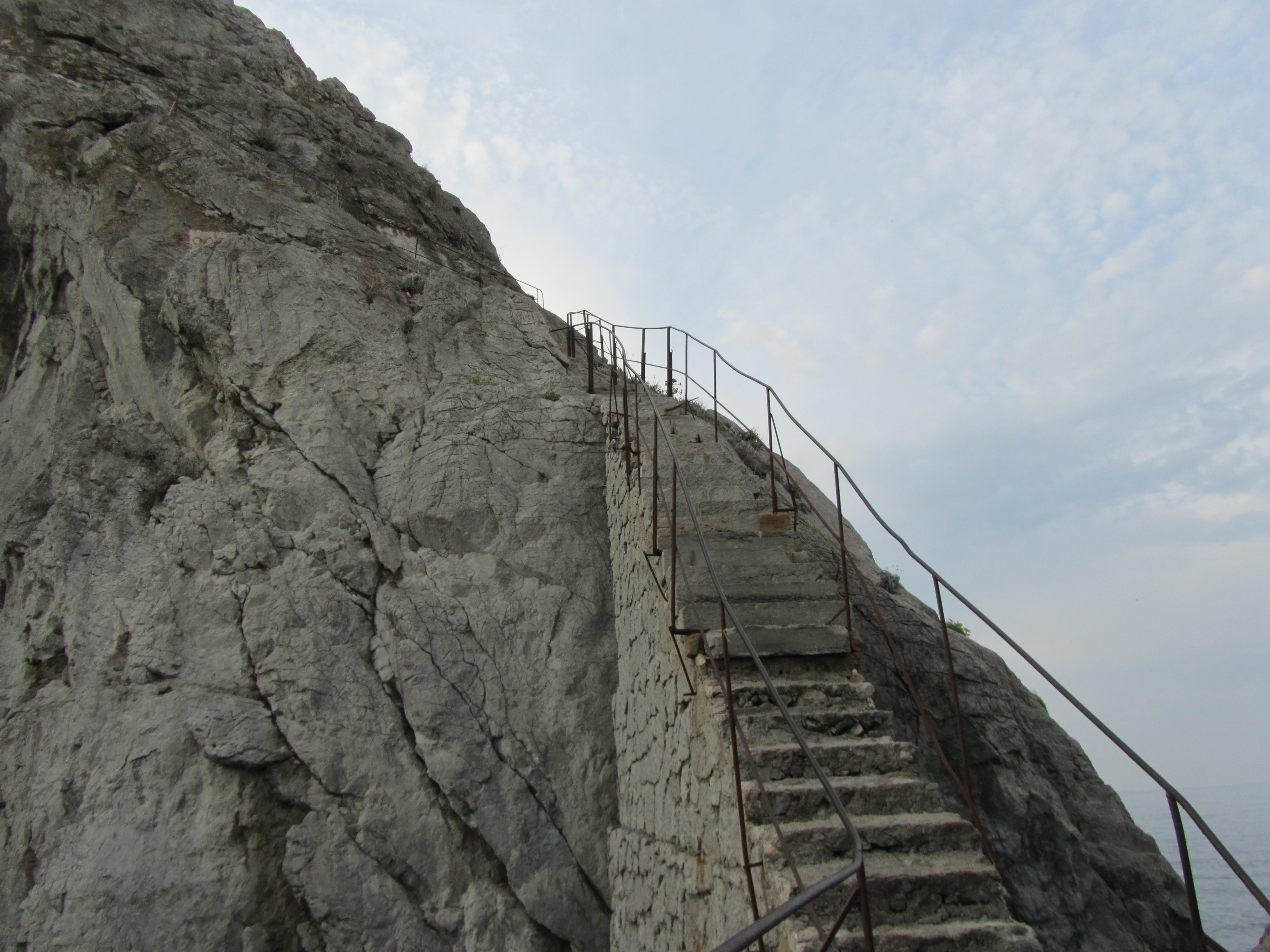
Diva Rock.

Im Gegensatz zu den früheren Verfilmungen des Stoffes, die das positivere Ende der Handlung aus der Bühnenfassung von 1943/44 übernahmen, folgt die Handlung hier bis auf kleine Details der Romanvorlage von 1939, einschließlich des düsteren Endes:
Acht Gäste und zwei Hausangestellte werden unter verschiedenen Vorwänden von dem geheimnisvollen Gastgeber U. N. Owen auf eine Insel gelockt. Owen selbst ist nicht anwesend, beim Abendessen ertönt aber plötzlich seine Stimme aus dem Grammophon und wirft jedem der zehn Anwesenden vor, den Tod eines oder mehrerer Menschen verursacht zu haben, ohne dafür bestraft worden zu sein. In in schwarz-weiß gedrehten Rückblenden werden die Taten einiger Gäste gezeigt, von denen sie immer noch verfolgt werden.
In den folgenden Tagen werden alle zehn nacheinander getötet, und jede Todesart bezieht sich auf eine Strophe des Abzählreims Zehn kleine Negerlein. Als nach den ersten drei Toten keine Zweifel mehr bestehen, dass es sich nicht um natürliche Tode oder Unfälle handelt und auch keine weitere Person auf der Insel ist, beginnen die Gäste sich gegenseitig zu verdächtigen.
Am Ende stellt sich heraus, dass der Richter Wargrave, den die Überlebenden für das sechste Opfer hielten, seinen Tod nur vorgetäuscht hatte und auch die folgenden Todesfälle verursachte. Er wollte diejenigen richten, die vor Gericht davongekommen waren, und richtet sich am Schluss selbst.

## Produktion
Der Film wurde von Odessa Film Studios produziert und auf der Halbinsel Krim am Schwarzen Meer gedreht. Als Kulisse dienten unter anderem das Schwalbennest und der Woronzow-Palast.
Die Kino-Premiere war am 28. Dezember 1987, am 1. März 1988 lief er zum ersten Mal in der Sowjetunion im Fernsehen. Ab dem 24. März 1989 lief eine leicht gekürzte und von der DEFA synchronisierte Fassung in den Kinos der DDR.
Auf DVD wurde er am 19. Februar 2009 in Russland und am 8. September 2015 in Deutschland von Pidax Film veröffentlicht. In der deutschen DVD-Version wurden die von der DEFA geschnittenen (und daher unsynchronisierten) Szenen mit dem russischen Originalton und deutschen Untertiteln eingefügt.

## Rezeption
„Ein spannender, atmosphärisch genauer Kriminalfilm nach dem Krimi-"Klassiker" von Agatha Christie, der zahlreiche, damals in der UdSSR populäre Filmschauspieler zusammenführte.“

„„Das letzte Weekend“ ist die einzige originalgetreue Adaption des Klassikers „Und dann gabs keines mehr“ und ist allein deshalb schon für jeden Krimifan eine Sichtung wert. Im Vergleich zur 1945er Verfilmung sind Ausstattung und Schauspieler zwar schwächer, auch auf Humor muss man verzichten. Im Gegenzug überzeugt die düstere Atmosphäre und der Spannungsgrad.“